# Nyssiodes perochrea
Nyssiodes perochrea är en fjärilsart som beskrevs av Eugen Wehrli 1941. Nyssiodes perochrea ingår i släktet Nyssiodes och familjen mätare. Inga underarter finns listade i Catalogue of Life.